# Lithacodia walta
Lithacodia walta är en fjärilsart som beskrevs av William Schaus 1904. Lithacodia walta ingår i släktet Lithacodia och familjen nattflyn. Inga underarter finns listade i Catalogue of Life.